# مصرف الادخار والاستثمار العقاري
مصرف الادخار والاستثمار العقاري (بالإنجليزية: Savings and Real Estate Investment Bank) هو مصرف ليبي متخصص ومملوك للدولة، يُعتبر المؤسسة المالية الرائدة في مجال التمويل العقاري في ليبيا من خلال تنفيذ سياسات الدولة الإسكانية عبر تقديم القروض العقارية للأفراد والمستثمرين للمساهمة في حل المشكلة الإسكانية ودفع عجلة التنمية العمرانية.

## التاريخ والتأسيس
تأسس المصرف بموجب القانون رقم (2) لسنة 1981، وبدأ نشاطه الفعلي في عام 1985. تم إنشاؤه بهدف أساسي وهو توفير التمويل اللازم للمواطنين لبناء وشراء الوحدات السكنية، بالإضافة إلى تمويل المشاريع الاستثمارية في قطاع العقارات. يعمل المصرف كذراع تمويلي للدولة في القطاع الإسكاني ويمتلك شبكة فروع واسعة تغطي معظم المدن الليبية.

## وصلات خارجية
- الموقع الرسمي